# Uvariopsis korupensis
Uvariopsis korupensis är en kirimojaväxtart som beskrevs av Roy Emile Gereau och Kenfack. Uvariopsis korupensis ingår i släktet Uvariopsis och familjen kirimojaväxter. Inga underarter finns listade i Catalogue of Life.